# ネクタイピン

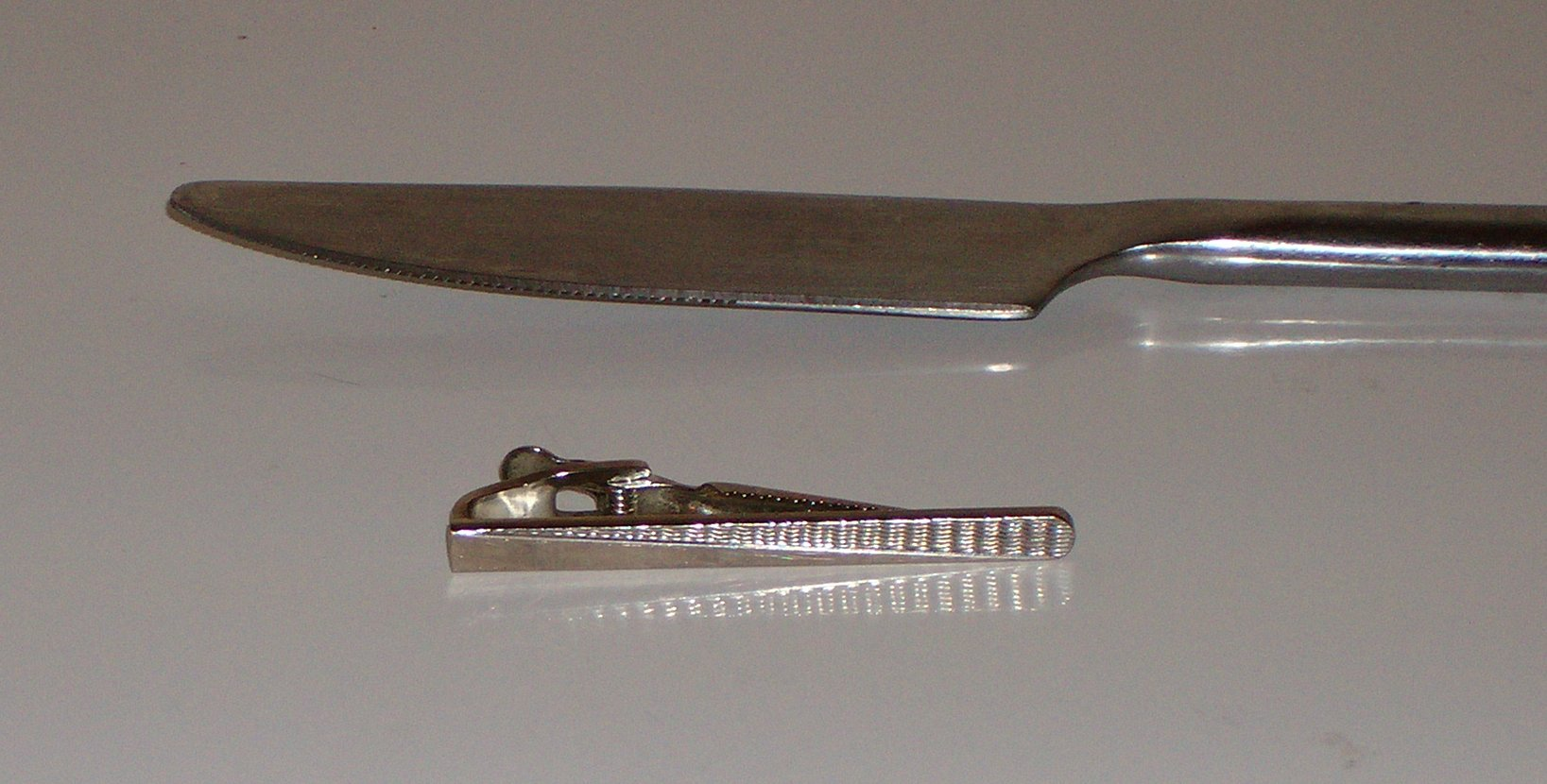
ネクタイピン（タイクリップ）（バターナイフとのサイズ比較）

ネクタイピンとは、ネクタイをワイシャツに留める装身具のことである。
日本では「ネクタイピン」「タイピン」と呼ばれることが多いが、ピン(pin)とは、虫ピンとか安全ピンと言うように、針の付いたものを指し、Tie pinはネクタイに刺して留める針状のアイテムを指す。
それに対してネクタイを挟んで固定するアイテムは英語ではタイ・クリップ(Tie clip)とかタイ・バー(Tie bar)、タイ・クラスプ(Tie clasp)などと呼ばれ、日本でも最近ではタイ・バーやタイ・クリップといった呼び名が浸透している。

## 概要
かつてのネクタイは現在よりも薄かった為、乱れやすく、それを防ぐためネクタイピンが作られたと考えられる。現在ではネクタイが厚くなったので実用性はやや薄れたが、アクセサリーとしての役割を担うようになっている。 20世紀初頭までは針で留めるタイ・ピンが用いられていたが、第1次世界大戦後頃には現在広く用いられているタイ・クリップが普及したとされる。そのためタイ・クリップよりもタイ・ピンのほうがより伝統的とみなされ、現在でも英国王室のチャールズ皇太子らがモーニング・コートにタイ・ピンを使用している。
ウェストコートやベスト、カーディガン、セーターを着用している時にはネクタイピンを使わないこともある（自然にネクタイが固定されるため）が、モーニング・コートではウエストコートと共にタイ・ピンが用いられることがある。
弔事ではネクタイピンの使用は非礼なので避けるべきといわれることもあるが、実際にはそのような決まりはない(かえってネクタイがずれるほうがだらしなく見える)。

## 主な種類
タイクリップ(タイスライダー、タイクラスプ)
バネの力で大剣、小剣、シャツを留める。タイピンと呼ばれているのがこのタイプ。ネクタイピンを隠しながらネクタイを固定するために小剣に留めたり、ネクタイを上に浮かせ活動的に見せる方法も存在する（カラーピンと似た方法）。大型なのでネクタイを留める力は大きい。ばねのないタイプも存在する。
ショートクリップ
ナロータイ用に用いる小型のタイクリップ、ネクタイピンを隠しながらネクタイを固定するために小剣に留めることもある。タイクリップと比べて小型なのでネクタイを留める力は少し小さい。ばねのないタイプも存在する。
タイ・バー（ラペルピン）
針で刺し後の金具で留めるのがこのタイプ。主にラペルピンと呼ばれるのはこの種類。カフリンクスとして付けられる物も存在する。針や留め具を見せる方法と隠す方法の二通りが存在する。
タイ・チェーン[:en]
鎖を回して留めるタイプ。
タイ・タック(タックピン、ラペルピン)
ピンバッジのようにネクタイに刺して使う。後ろに鎖が付いていて、その先の輪でシャツのボタンに引っかける。カフリンクスとして付けられる物も存在する。針や留め具を見せる方法と隠す方法の二通りが存在する。ラペルピンの一種。
スティック・ピン
針状のピンを刺してネクタイを留める道具。ピン先は危なくないように金具が付いている。ピン先と反対側には装飾用のヘッドが付いている。 礼装用の物は頭部には宝石や真珠や宝石に似せたガラスなどの装飾が施され、もう一方の端は尖っていてネクタイに刺して留める。主にアスコットタイやクロスタイなどのネクタイを留めるために用いられる。

## ネクタイピンのギャラリー

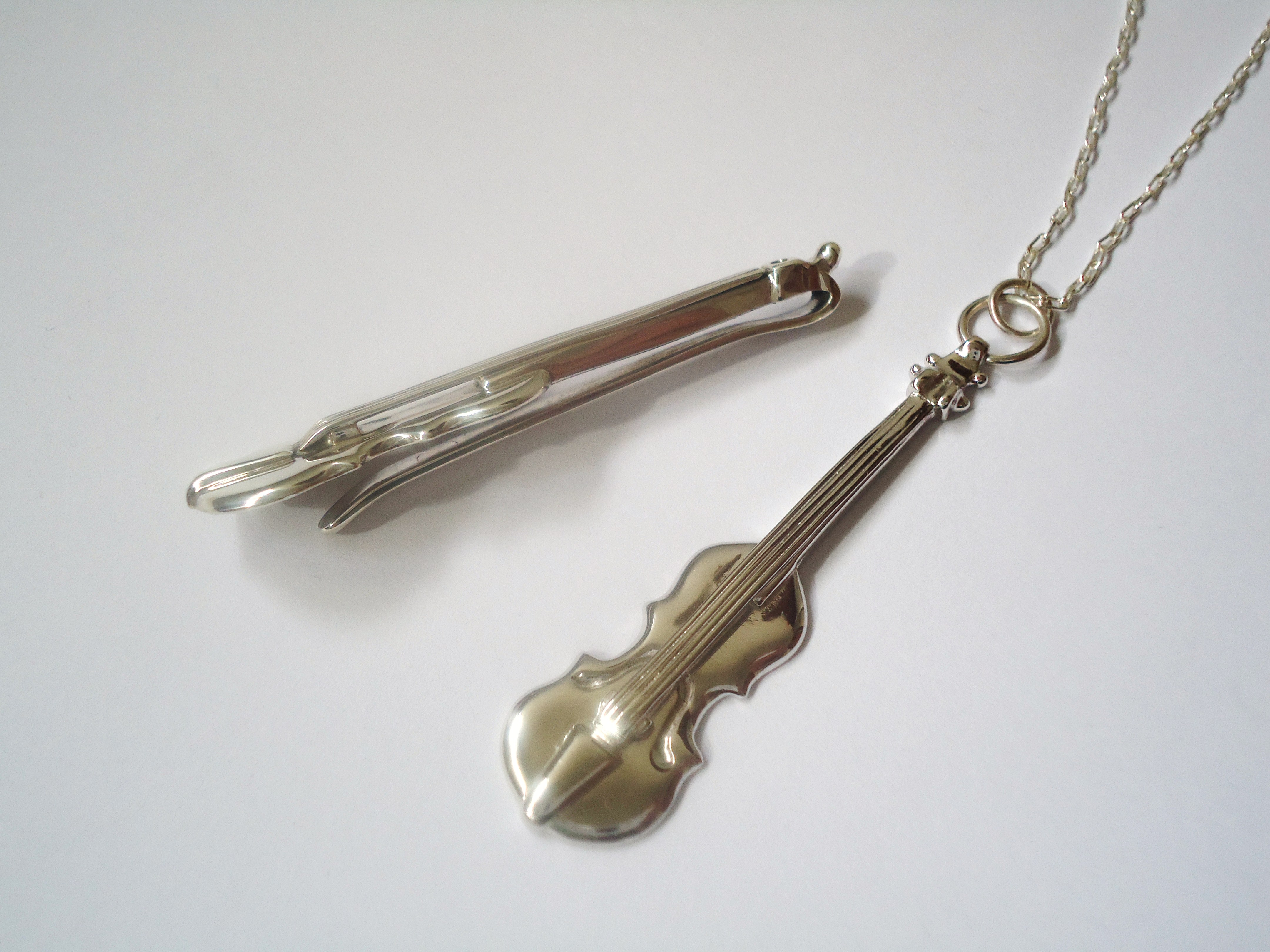
ネクタイピンをペンダントに使用したもの
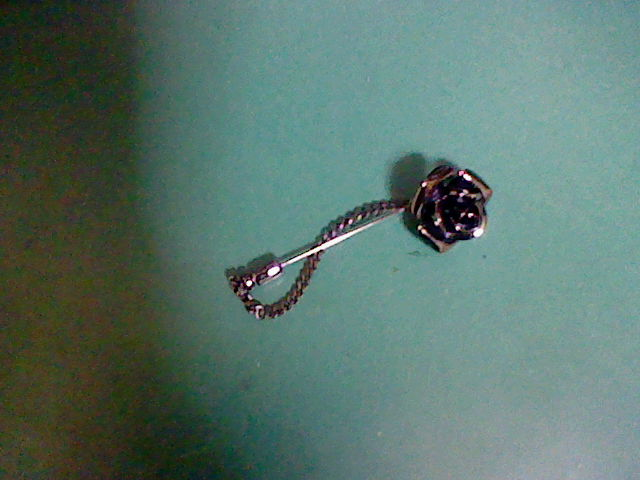
鎖が付いたラペルピン
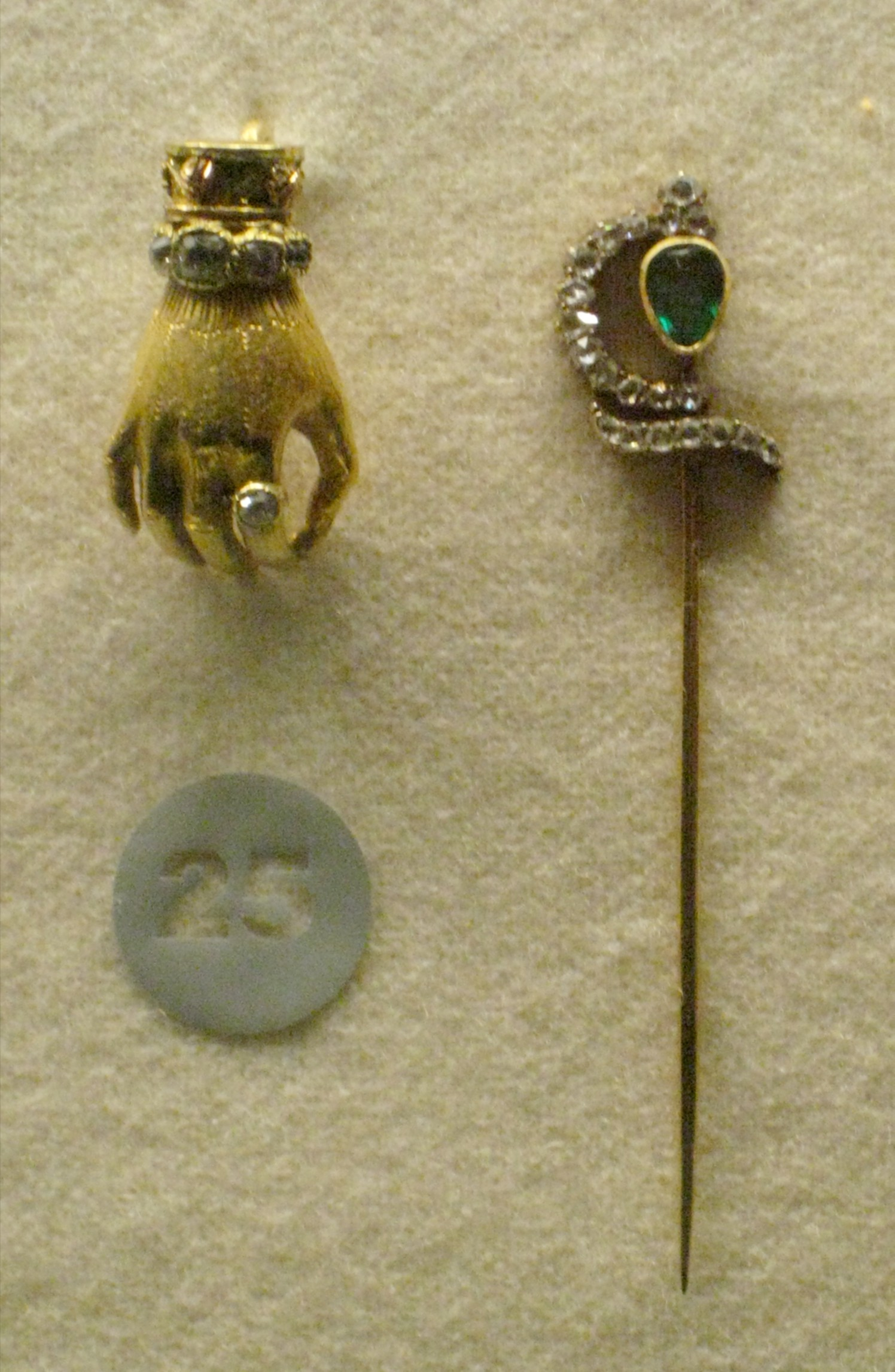
タイ・バー
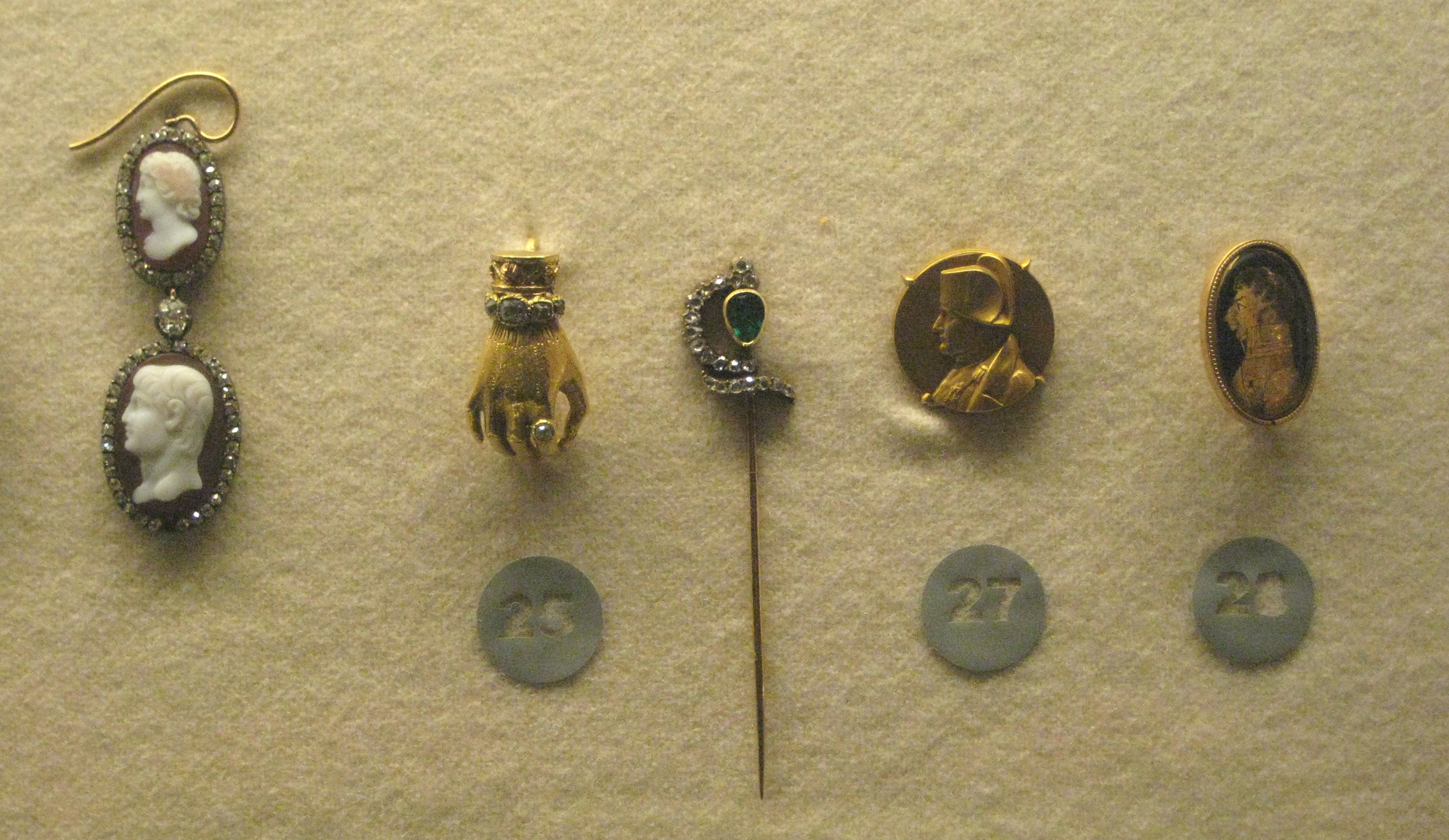
タイ・バー
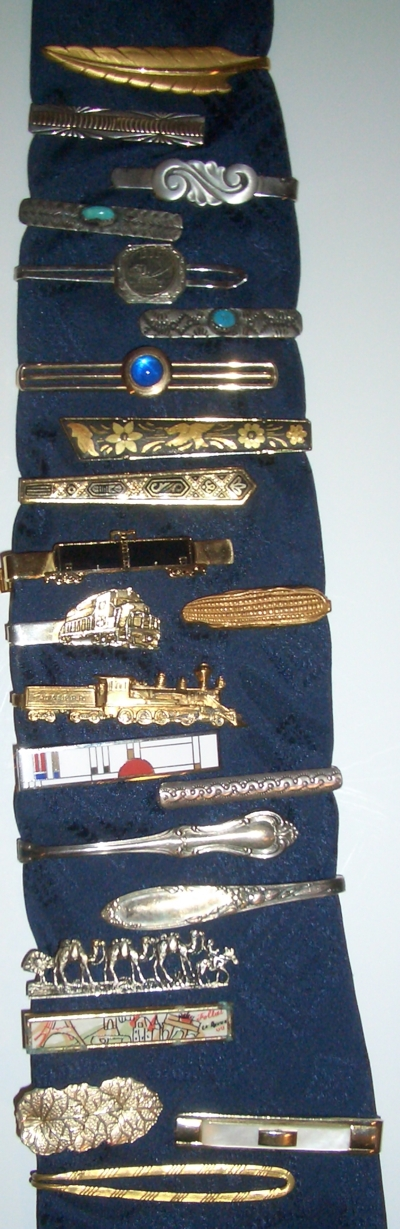
様々なネクタイピン
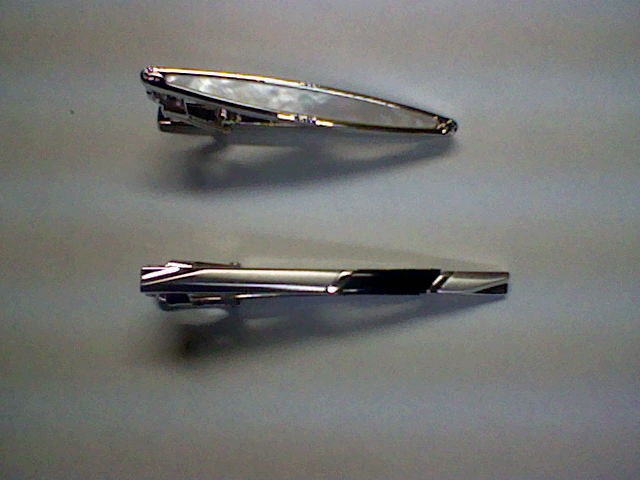
白蝶貝とオニキスのネクタイピン、礼服用に用いる
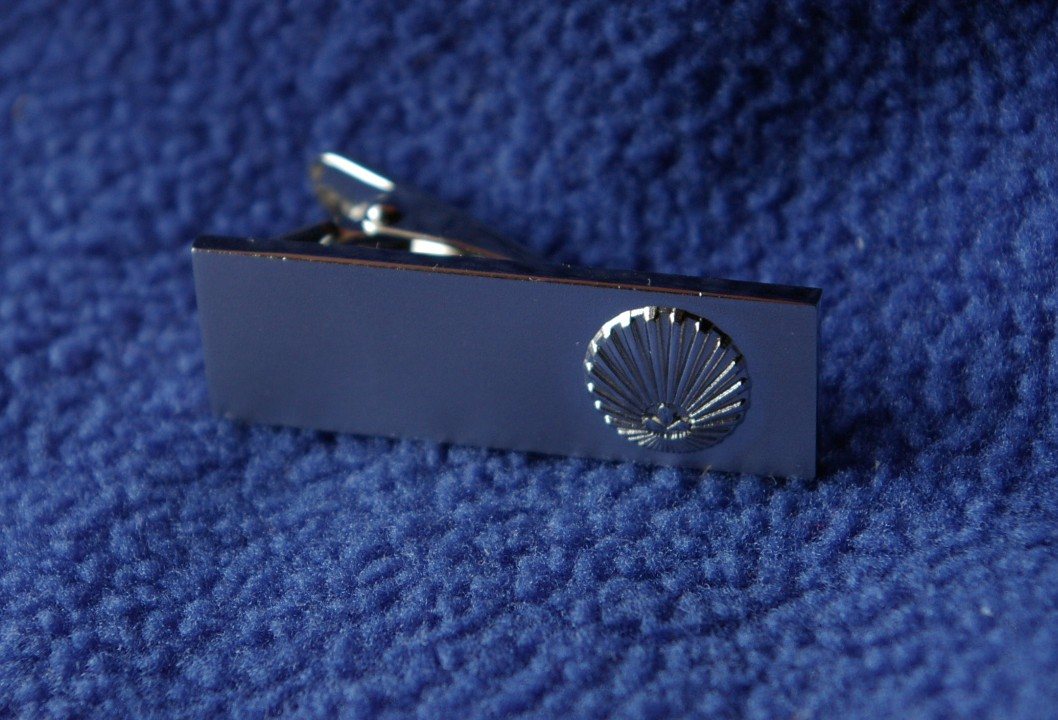
大学のロゴのネクタイピン (九州大学)